# バックワルド・ハートウィッグアミノ化
バックワルド・ハートウィッグアミノ化（英: Buchwald–Hartwig amination）は芳香族ハロゲン化物と第一級アミンもしくは第二級アミンをパラジウム触媒と塩基存在下で結合させる化学反応である。
芳香族ハロゲン化物(Ar-X)の脱離基Xが、ハロゲンでなくトリフラートであっても反応は進行する。典型的な例では、パラジウム触媒として、トリス(ジベンジリデンアセトン)ジパラジウム(0)や酢酸パラジウム(II)などのパラジウム源とBINAPやDPPFなどの二座配位子の組み合わせを用いる。塩基にはナトリウムビス(トリメチルシリル)アミドやカリウム tert-ブトキシドなどの強塩基が用いられる。反応の概念は右田・小杉・スティルカップリングやヘック反応に似ている。銅触媒による同様の反応として、ゴルトベルク反応が存在する。

## 発見と進展
この反応は右田俊彦・小杉正紀らによりその原型が発見された。その後、ステファン・バックワルドとジョン・ハートウッグにより研究が進められ、スズ試薬が不要な反応条件が発見された。
1983年に右田らはブロモベンゼン誘導体とN,N-ジエチルアミノトリブチルスズとの反応を発見した。その後1994年にハートウィッグがブロモベンゼンとアミノトリブチルスズとの反応について、反応中間体のX線結晶構造解析を行った。
同年、バックワルドが非常に似た反応を報告した 。
1995年には改良版として、アミノスズ化合物の代わりにアミンとリチウム（ビストリメチルシリル）アミドなどの強塩基を用いた反応が報告された。

## 反応機構
本反応の反応機構を下に示す。
まず2価のパラジウム1が還元され、ホスフィンなどの配位子で安定化された0価のパラジウム2になる。2から配位子が解離して配位不飽和となった3から触媒サイクルが開始される。3に芳香族ハロゲン化物4が酸化的付加し、中間体である5およびその平衡生成物である二量体5bが生成する。次にアミン6の窒素原子が5に攻撃し、中間体7を生成する。次いで強塩基8がアミンのプロトンを引き抜き、9が生成する。最後に9からの還元的脱離により芳香族アミン10が生成し、3 (Pd-L) が再生し、次の触媒サイクルに入る。なお、アミン6がα水素を持つ場合、9からのβ水素脱離により水素化物（還元体）11、イミン12が副生しうる。

## 溶媒効果
この反応にNMPやDMAcのような非プロトン性極性溶媒を用いるとβ-脱離が促進されてしまうが、m-キシレンのような非極性溶媒を用いるとtert-ブトキシドをあまり溶解しないにもかかわらず、目的の反応が良好に進行するという報告がある。